# مقاطعة مورهاوس (لويزيانا)
مقاطعة مورهاوس (بالإنجليزية: Morehouse Parish, Louisiana)‏ هي إحدى مقاطعات ولاية لويزيانا في الولايات المتحدة. تأسست سنة 1844، وتبلغ مساحتها 2085 كم2، بلغ عدد سكانها 27979 نسمة في عام 2010 حسب إحصاء مكتب تعداد الولايات المتحدة وتصل الكثافة السكانية فيها 15 نسمة/كم2.

## وصلات خارجية
- United States Counties